# Anette Hansson
Anette Hansson, född 2 maj 1963, är en svensk före detta fotbollsspelare.
Hansson spelade klubbfotboll för Malmö FF, Öxabäcks IF och Jitex BK, och spelade sammanlagt 39 A-landskamper för Sverige (3 mål). Hon var med i truppen som tog guld i EM 1984, och var även med och tog silver i EM 1987 och brons i EM 1989.